# Justine Lupe
Justine Lupe, född 31 maj 1989 i Denver, är en amerikansk skådespelare.
Lupe har bland annat medverkat i TV-serierna Succession (2018–2023) och Mr. Mercedes (2017–2019). Hon har även medverkat i filmen Världens lyckligaste kvinna från 2022.

## Filmografi (i urval)
- 2011 – Unforgettable (TV-serie)
- 2012 – Frances Ha
- 2012 – Harry's Law (TV-serie)
- 2013 – Shameless (TV-serie)
- 2014 – Deadbeat (TV-serie)
- 2016 – Younger (TV-serie)
- 2017 – Bull (TV-serie)
- 2017–2019 – Mr. Mercedes (TV-serie)
- 2018–2023 – Succession (TV-serie)
- 2021 – Robot Chicken (TV-serie)
- 2022 – Världens lyckligaste kvinna